# Katalin Pálinger
Katalin Pálinger (Mosonmagyaróvár, 6 dicembre 1978) è un'ex pallamanista ungherese.
Con la maglia della nazionale ungherese ha vinto l'argento olimpico ai Giochi di Sydney 2000.

## Palmarès

### Club
- Campionato ungherese: 8

Dunaferr NK: 2000-2001, 2002-2003, 2003-2004
Győri ETO: 2007-2008, 2008-2009, 2009-2010, 2010-2011, 2011-2012
- Coppa d'Ungheria: 7

Dunaferr NK: 2001-2002, 2003-2004
Győri ETO: 2007-2008, 2008-2009, 2009-2010, 2010-2011, 2011-2012
- Campionato sloveno: 1

Krim: 2006-2007
- Coppa di Slovenia: 3

Krim: 2006-2007

### Nazionale
- Argento olimpico: 1

Sydney 2000
- Campionato mondiale

 Argento: Croazia 2003
 Bronzo: Russia 2005
- Campionato europeo

 Oro: Romania 2000
 Bronzo: Paesi Bassi 1998, Ungheria 2004

### Individuale
- Giocatrice dell'anno in Ungheria: 3

2003, 2004, 2010